# Samsung S3650 Corby
Samsung S3650 Corby, Samsung S3650 Genio Touch – telefon komórkowy serii Samsung Corby wyprodukowany w Korei Południowej, wprowadzony na polski rynek w sierpniu 2009.

## Funkcje

### Podstawowe
- Bluetooth
- GPRS
- EDGE
- WAP 2.0
- aparat fotograficzny

### Wiadomości
- SMS (słownik T9)
- długie wiadomości
- EMS
- klient poczty elektronicznej

### Oprogramowanie
- Java
- Kalendarz
- lista zadań
- notatnik
- Zegarek
- Budzik
- Stoper
- Minutnik
- Kalkulator
- przelicznik

### Głosowe
- System głośnomówiący
- Radio
- Odtwarzacz MP3